# Apelatai
Apelatai je označení lehce oděných záškodníků, kteří byli do byzantské armády rekrutováni z řad cizinců, především Arménů a Bulharů. Velitelé je nejčastěji využívali jako průzkumníky na hranicích. Velká část také podnikala loupežné výpady na cizí území. Z tohoto důvodu se pro ně především v západní části říše vžil bulharský název chonsarioi (čes. zloděj). Jednotlivé příslušníky z řad apelataiů můžeme najít seznamu vojenských oddílů themat, ovšem na rozdíl od vojáků nevlastnili tzv. stratiotika ktemata, pouze dostávali žold.